# Kerkbuurt (Assendelft)
Kerkbuurt is een buurtschap in de gemeente Zaanstad, in de Nederlandse provincie Noord-Holland.
Kerkbuurt vormt van oorsprong de hoofdkern van Assendelft. Samen met Noordeinde en Zuideinde vormt het lintdorp Assendelft. Het is niet ongewoon voor lintdorpen om van oorsprong te bestaan uit meerdere delen en dat deze delen als buurtschappen werden geduid. De hoofdkern bestaat in die gevallen vaak ook uit een middengedeelte waar een kerk werd gesticht. Deze kern bij deze kerk kreeg in nogal wat gevallen de naam kerkbuurt met zich meekreeg. Het nabijgelegen Oostzaan was ook zo'n lintdorp, hiervan is ook de hoofdkern Kerkbuurt genoemd en is dat een eigen buurtschap gebleven als onderdeel van het dorp Oostzaan.
Dit in tegenstelling tot bijvoorbeeld het lintdorp Berkhout waarbij de buurtschap Kerkbuurt uiteindelijk is verdwenen als een echte eigen buurtschap. Vanuit het oorspronkelijke Kerkbuurt is in de loop van de 20e eeuw de huidige dorpscentrum van Assendelft gegroeid. Dit gebeurde vrij geleidelijk in het begin. Als eerste ontstonden aan de Dorpsstraat kleine hofjes. Deze zijn in het tweede deel van de 20e eeuw uitgegroeid tot nieuwbouwbuurten. Door die laatste groei en het feit van dat het het dorpscentrum vormt wordt Kerkbuurt niet altijd meer als een eigen buurtschap gezien.
Noord-Holland: Steden en dorpen in Noord-Holland      Nederland: Provincies · Gemeenten